# Форествил (Њујорк)
Форествил (енгл. Forestville) град је у америчкој савезној држави Њујорк.

## Демографија
По попису из 2010. године број становника је 697, што је 73 (-9,5%) становника мање него 2000. године.
| Група             | 2000.       | 2010.       |
| Белци             | 733 (95,2%) | 660 (94,7%) |
| Афроамериканци    | 2 (0,3%)    | 5 (0,7%)    |
| Азијати           | 0 (0,0%)    | 3 (0,4%)    |
| Хиспаноамериканци | 19 (2,5%)   | 12 (1,7%)   |
| Укупно            | 770         | 697         |